# Борис (Яковкевич)
Архієпископ Борис (Яковкевич) (англ. Archbishop Boris (Yakovkevych), 8 грудня 1901, Мала Клітинка, Волинської губернії — 24 березня 1984) — архієрей Української греко-православної церкви Канади. Архієпископ Едмонтонський і Західноканадський.

## Життєпис
Борис Яковкевич народився 8 грудня 1901 року в селі Мала Клітинка (на сьогоднішній день у Вінницькій області України) у сім'ї священнослужителя Тита Яковкевича. Крім нього у сім'ї було ще декілька дітей, включно із його сестрою Ольгою, яка стала дружиною майбутнього єпископа Олександра (Новицького). У 1930 році Борис одружився і тоді ж був рукоположений у священники, а в 1934 році закінчив Варшавську духовну семінарію. Служив у Волинській єпархії Польської автокефальної православної церкви. 
У червні 1941 року його разом із батьком-священником мали вислати до Сибіру, але початок Другої світової війни в Радянському Союзі зірвав цей план. Під час Другої світової війни він боровся за порятунок багатьох людей від німецьких окупаційних військ. За це разом із батьком був ув'язнений у в'язницях гестапо. У 1944 році їм вдалося втекти до Німеччини. Однак його дружина і дочка в жовтні цього ж року загинули по дорозі до Німеччини після того, як у вагоні потяга, який їх перевозив, вибухнула бомба. У 1948 році він разом із батьком переїхав до Саскатуна, Канада. 
28 квітня 1963 року постригся в ченці, а трохи пізніше отримав сан архімандрита. 18 травня 1963 року він був висвячений на єпископа Саскатунського, вікарія Вінніпезької єпархії. А 2 липня 1975 року був обраним архієпископом Едмонтонським і Західноканадським. Помер у Едмонтоні 24 березня 1984 року.